# デ・ロング・スタールビー
デ・ロング・スタールビー(DeLong Star Ruby)またはエディス・アギン・デ・ロング・ルビー(Edith Haggin DeLong Ruby)は、ビルマで発見されたスタールビー。
円形にカボション・カットされており、重量は約100カラット。
エディス・アギン・デ・ロングに、21,400米ドルで売却された後、1937年よりアメリカ自然史博物館に所蔵されている。
1964年に盗難に遭い、25,000ドルと引き換えを条件に、犯人が指定したフロリダの公衆電話ボックスから回収された。この事件を機に、アメリカの博物館の警備体制は厳しくなった。